# Gijsbert Krook
Gijsbert Krook (1814 - 1851) was een Nederlands schrijver over molens.
In 1850 werd door hem een ‘Theoretisch en practisch molenboek voor ingenieurs, aannemers, molenmakers en verdere bouwkundigen’ uitgegeven met 21 in detail uitgewerkte bouwplaten van diverse molens, waaronder een stenen windkorenmolen, een zeskante en achtkante houtzaagmolen, een achtkante staand-scheprat watermolen, een grutterij met een beneden- en bovenwerk (rosmolen) en een achtkante vijzelwatermolen. Dit werk dat in 1981 is herdrukt, is technisch zo uitgebreid en bevat zulke, tot in details uitgewerkte tekeningen, dat het in het midden van de 19e eeuw, maar ook nu als een standaardwerk mag worden gezien voor het bouwen van met name de genoemde belangrijke categorieën windmolens.
De genoemde watermolens waren grote windmolens die dienden voor polderbemaling. Ze konden wat betreft wateropvoerwerktuig ('pomp') zijn voorzien van een verticaal draaiend ('staand') scheprad of een schuinliggende vijzel.